# تنبيغ (فيزيولوجيا)
في الفيزيولوجيا (علم وظائف الأعضاء) يكون التنبيغ هو تحول المثير stimulus من شكل إلى آخر.
يشير التنبيغ في النظام العصبي عادةً إلى إحداث تبديل المثير حيث يتحول المثير الحركي أو البدني أو غير ذلك إلى قوة فعل تنتقل عبر المحاور العصبية نحو الجهاز العصبي المركزي حيث تتكامل.
على سبيل المثال، في جهاز الرؤية (العين والدماغ) ، تُحول الخلايا الحسية المسماة نبوتية والخلية المخروطية في الشبكية الطاقة الحركية البدنية لإشارات الضوء إلى نبضات كهربية تنتقل إلى المخ. ويتسبب الضوء في حدوث تغير في هيئة البروتين المسمى رودوبسين (rhodopsin). ويؤدي هذا التغير في الهيئة إلى سلسلة من أحداث الجزئيات التي تنتج انخفاضًا في التدرج الكهروكيميائي لمستقبلات الضوء. ويُسبب هذا الانخفاض في التدرج الكهروكيميائي إلى تقليل الإشارات الكهربائية التي تنتقل إلى المخ. ومن ثم، في هذا المثال، عندما يصطدم المزيد من الضوء بمستقبلات الضوء فإن هذا يؤدي إلى تنبيغ الإشارة إلى عدد أقل من النبضات الكهربائية، وبهذا تتصل تلك المثيرات بالمخ بفعالية. ويتم تواسط أي تغير في إفراز النواقل العصبية عبر نظام المراسيل الثانوية. ونلاحظ أن التغير في إفراز النواقل العصبية يتم عبر الخلايا النبوتية. ونظرًا لهذا التغير، يتسبب التغير في كثافة الضوء في تباطؤ استجابة الخلايا النبوتية بشكل أكبر مما هو متوقع (بالنسبة لعملية ترتبط بالجهاز العصبي).
في نظام الشم، ترتبط جزئيات الروائح في المخاط بمستقبلات بروتين ج على خلايا الشم. ويقوم بروتين ج بتنشيط سلسلة من إشارات التدفق التحتي التي تتسب في زيادة مستوى أحادي فوسفات الأدينوزين الحلقي (cAMP)، الذي يؤدي بدوره إلى إطلاق إفراز النواقل العصبية.
في التشريح العصبي، يكون التنبيغ الحسي عبارة عن عملية تقوم فيها الخلية المستقبلة بتحويل الطاقة في المثير إلى تغير في الطاقة الكهربائية عبر الغشاء الخاص بها. الأمر الذي يتسبب في منع استقطاب الغشاء ليسمح بتنبيغ النبضة العصبية إلى المخ ليحدث التكامل.
في جهاز التذوق، يعتمد إدراكنا لسمات الطعمات الخمس الأساسية (الحلو والمالح والحامض والمر والأومامي) على مسارات تنبيغ الطعم، عبر الخلايا مستقبلات الطعم وبروتينات ج وقنوات الأيون وإنزيمات المستجيب.